# Thagria philagroides
Thagria philagroides är en insektsart som beskrevs av Jacobi 1914. Thagria philagroides ingår i släktet Thagria och familjen dvärgstritar. Inga underarter finns listade i Catalogue of Life.